# Тани Бунтё
Тани Бунтё (яп. 谷 文晁 Тани Бунтё:, также Тани Масаясу яп. 谷 正安; 15 октября 1763, Эдо — 6 января 1841) — японский художник и поэт.

## Жизнь и творчество
Тани Бунтё был старшим сыном Тани Роккоку, известного поэта стиля канси, китайской поэзии. Семья Тани уже на протяжении двух поколений находилась на службе у аристократического рода Таясу, которому в своё время дед Тани помог избежать разорения. Высокий статус отца поэта также помог Тани занять подобающее место в культурных кругах Эдо. В 1788 году начинается личная служба Тани у клана Таяси. В 1792 году он становится личным сопровождающим (цукэ) регента Мацудайры Саданобу, с которым художника связали не только деловые, но и дружеские отношения. Саданобу часто посылает Тани в путешествия и поездки по Японии, во время которых художник собирает материалы для своего творчества.
Своё художественное образование Тани Бунтё начал под руководством художника школы Кано. Затем работал у мастера китайской Северной школы пейзажной живописи. В дальнейшем влияние на творчество Тани оказал стиль нанга. Позже он продолжил традиции стиля нанга, среди его учеников известны, например, Таномура Тикудэн и Аодо Дэндзэн.
В связи с возникшей угрозой Японии со стороны европейских держав, в первую очередь России, требовавших открытия Японии для международной торговли, сёгун приказал перепроверить надёжность береговых военных укреплений. Мацудайра Саданобу лично взял на себя это поручение и в 1793 году отправился, вместе с «зарисовщиком» Тани, в путешествие по стране. Задачей художника было передать наиболее точно изображения местностей с тем, чтобы на основе его рисунков можно было выработать возможную стратегию боевых действий (работы «Коё тансё дзу» (яп. 公余探勝図). Многие другие пейзажи художника возникли при выполнении подобных заказов. Тани владел различными художественными техниками и мог писать в разных стилях, в том числе и в западном.
Художник работал также как копиист и реставратор старинных шедевров. В период своего зрелого творчества Тани Бунтё создал ряд портретов в строгом реалистическом стиле.

## Галерея

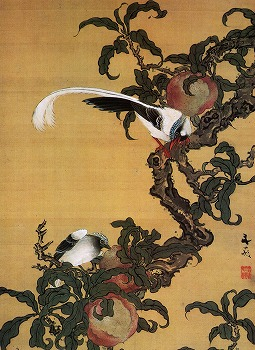
Лазоревые сороки
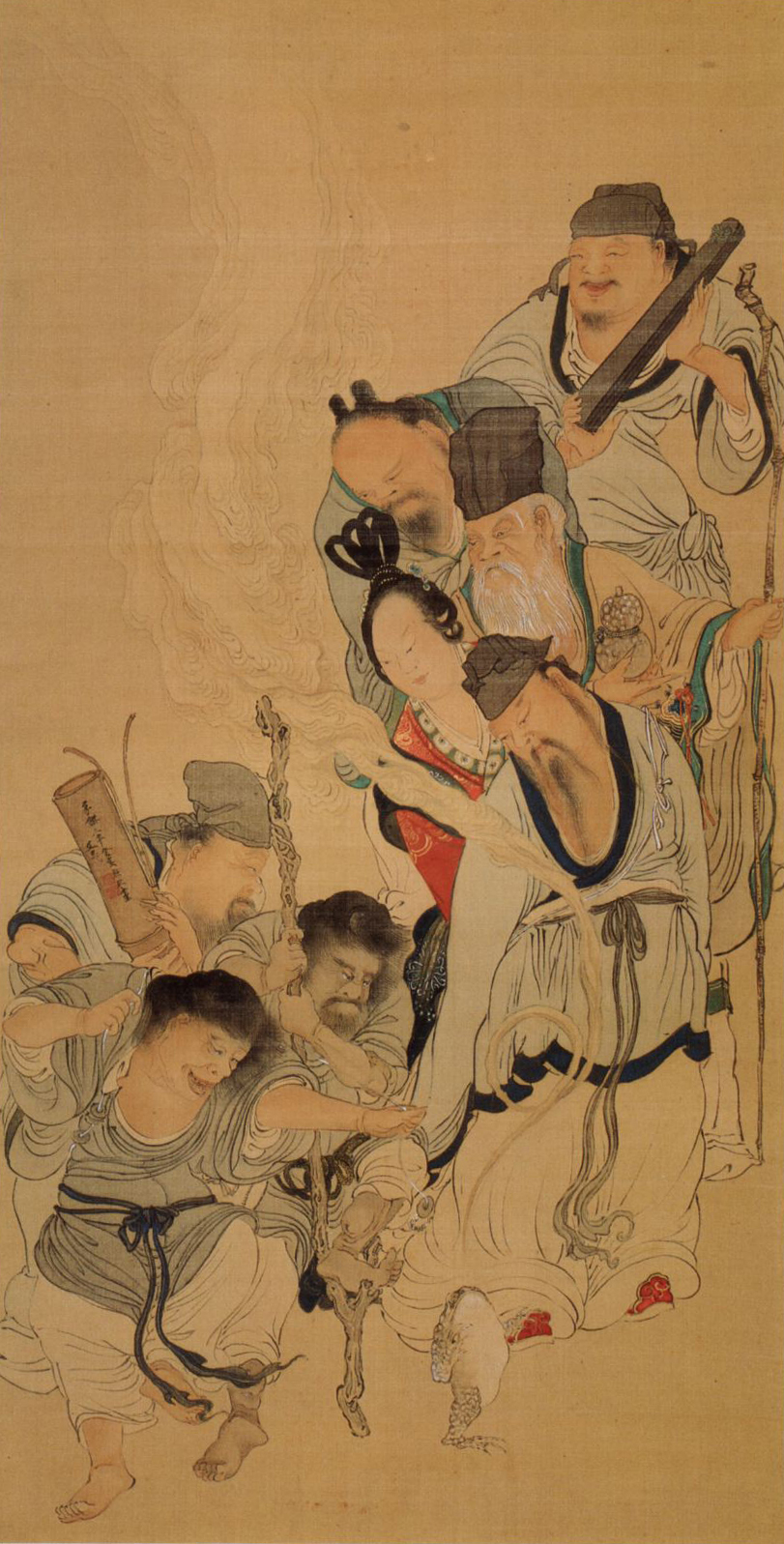
Восемь Бессмертных
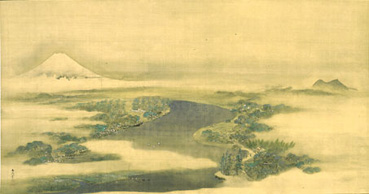
Берега реки Сумида
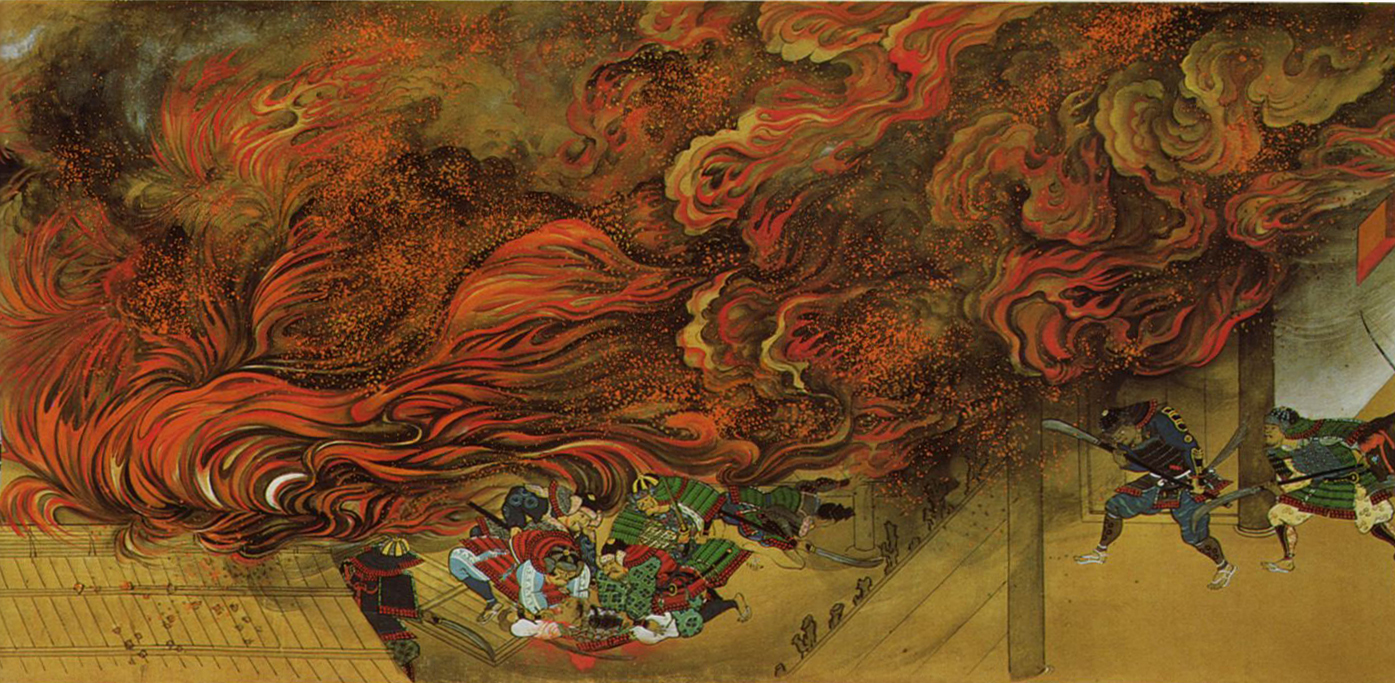
История храма Исияма-дэра (англ. Ishiyama-dera), шестой свиток из семи
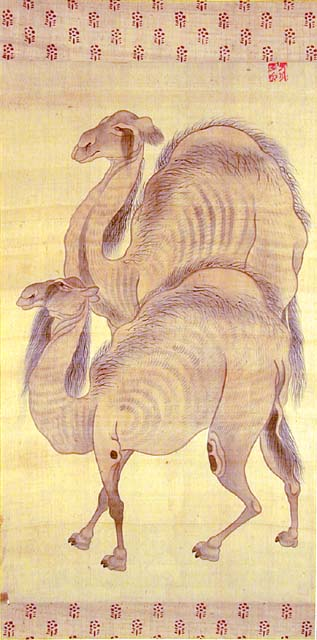
Два верблюда
Земной рай в Улине